# Abadia de Lorsch
A Abadia de Lorsch (em alemão:  Reichsabtei Lorsch) é uma antiga abadia beneditina em Lorsch, Alemanha.
Foi fundada em 764, no reinado do rei Pepino, o Breve, por Cancor, um conde franco e pela sua mãe, de nome Williswinda. Na Idade Média era o centro intelectual e cultural do império franco. O portão é uma das raras construções da época carolingia que, com o passar do tempo, manteve o seu aspecto original. É o único monumento arquitectónico de importância da época carolingia, sendo também um dos mais importantes exemplos da arquitectura pré-românica, ilustrado pelas suas pilastras, meias-colunas e arcos. Era na Idade Média a sede de uma das maiores bibliotecas da Europa e um centro cultural e de aprendizagem. Na biblioteca podemos encontrar valiosos manuscritos, como o "Lorsch pharmacopoeia", que marca o início da medicina moderna. A abadia de Lorsch era conhecida no seu tempo como um local de curas